# Гуманитарная помощь

Жители Берлина наблюдают за посадкой «изюмного бомбардировщика» в аэропорту Темпельхоф. 1948 год.

Гуманитарная помощь — вид безвозмездной помощи (содействия); средства для жизни, бесплатно распространяемые среди населения районов, охваченных гуманитарной катастрофой или стоящих на её грани. Для условий вооружённого конфликта Международный суд ООН определил допустимую гуманитарную помощь как «предоставление продовольствия, одежды, лекарств и другой гуманитарной помощи, но это не включает предоставления оружия, систем вооружения, боеприпасов или другого оборудования, автотранспортных средств и материалов, которые могут быть использованы для причинения серьёзных телесных повреждений или явиться причиной смерти».
Словарь терминов МЧС РФ определяет гуманитарную помощь как «мероприятия, осуществляемые в целях облегчения тягот мирного населения в условиях войн, конфликтов и различных бедствий путем обеспечения населения жизненно необходимыми предметами потребления, которые проводят как в рамках операции по восстановлению и поддержанию мира, так и в виде самостоятельной программы в виде гуманитарной операции». Гуманитарная помощь может также включать, например, обеспечение работы госпиталя для оказания неотложной медицинской помощи, проведение медосмотров, вакцинации.
Гуманитарная помощь отличается от других видов иностранной помощи своим срочным характером и тем, что используется для облегчения участи жертв стихийных бедствий.

## Виды гуманитарной помощи
- Продукты питания длительного хранения, не нуждающиеся в специальном хранении (например, консервы)
- Медикаменты
- Питьевая вода
- Тёплые вещи
- Палатка
- Топливо

## История
Впервые гуманитарную помощь начали оказывать религиозные организации. Миссионерские общества, достигшие расцвета в Европе и Северной Америке в XVIII и XIX веках, не только занимались обращением в христианство жителей дальних стран, но также оказывали им гуманитарную помощь. Они способствовали осознанию соотечественниками гуманитарных потребностей, существующих в других районах мира, и в связи с этим отдельные общины нередко финансировали деятельность миссионеров.
В XX веке в период между двумя мировыми войнами добровольные учреждения сыграли ведущую роль в помощи жертвам геноцида армян и в борьбе с голодом в Поволжье в начале 1920-х годов в Советской России. Что касается Армении, то консорциумом учреждений был образован Армянский комитет помощи Ближнему Востоку, который собрал 20 миллионов долларов, направлял разные грузы помощи в пострадавшие районы, ежедневно кормил в среднем 300 тысяч человек, создавал больницы, обеспечивал оказание медицинских услуг и взял на своё попечение 75 тысяч сирот.
Сразу после окончания Второй мировой войны отмечался бурный рост числа светских и религиозных организаций, предназначенных для оказания гуманитарной помощи. CARE International, Христианская помощь и Всемирная церковная служба возникли в период между двумя мировыми войнами, но особенно быстро они росли в годы, последовавшие за окончанием Второй мировой войны.
За последние пятнадцать лет резко возрос объем проходящей через неправительственные организации (НПО) помощи иностранным государствам, ставшим жертвами всякого рода бедствий. В 1970 году доля государственного сектора в бюджетах НПО составляла всего 1,5 %. К середине 1990-х годов она достигла 40 % и продолжала увеличиваться.

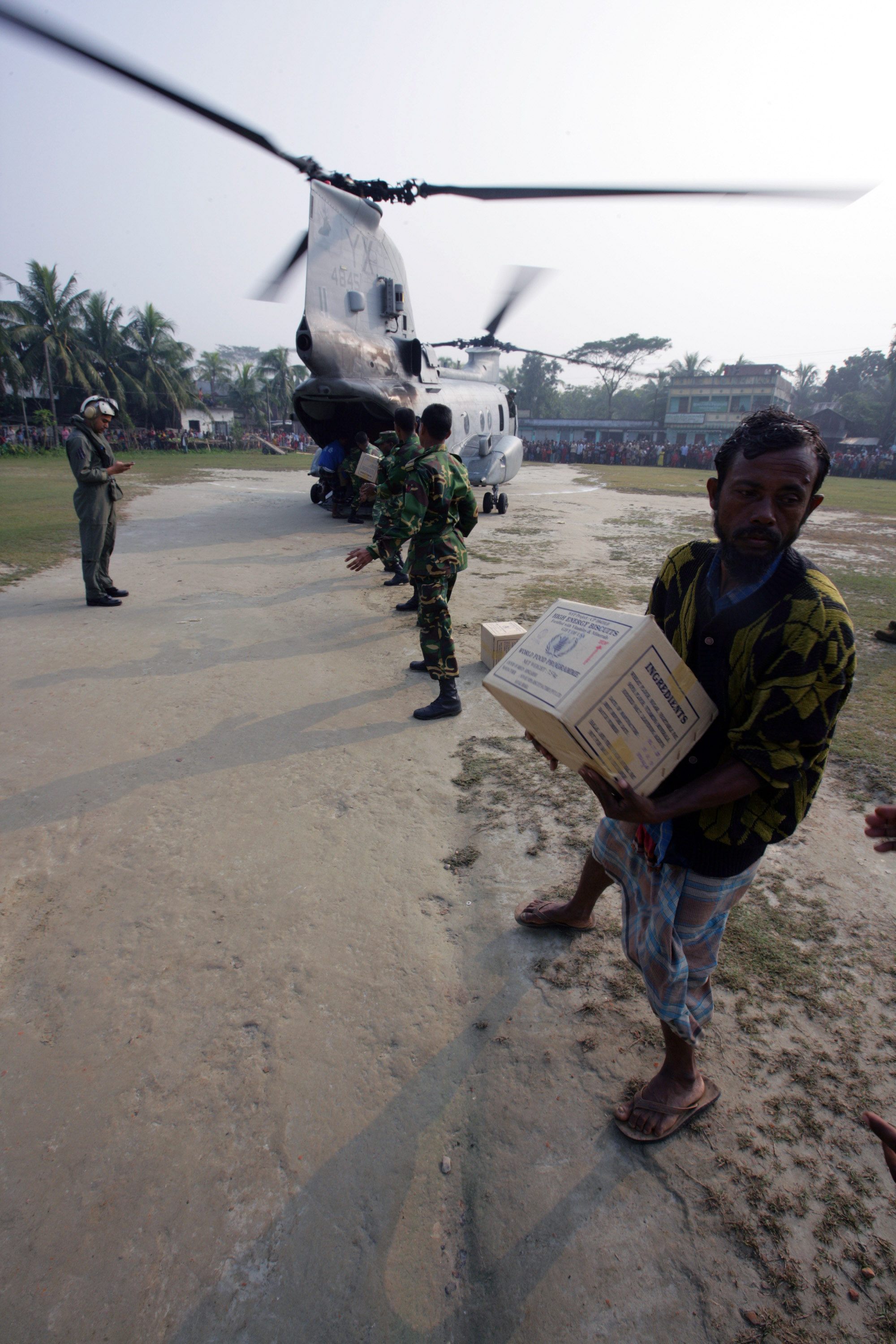
Бангладешцы выгружают продовольственную гуманитарную помощь из вертолёта Boeing CH-46 Sea Knight Корпуса морской пехоты США после разрушительного тропического циклона «Сидр» в 2007 г.

## ООН
В ООН создано специальное Управление по координации гуманитарных вопросов (УКГВ ООН). В 2008 году учрежден Всемирный день гуманитарной помощи.
Всемирная продовольственная программа ООН является крупнейшей в мире гуманитарной организацией по предоставлению чрезвычайной продовольственной помощи. В 2006 году продовольственная помощь была ею оказана 87,8 миллионам человек — в том числе 56 миллионам голодающих детей — в 78 странах.
Детский фонд ООН (ЮНИСЕФ) направляет свои усилия на удовлетворение потребностей детей в кризисных ситуациях.
Центральный фонд реагирования на чрезвычайные ситуации (СЕРФ) был учрежден ООН в 2005 году. Он обеспечивает адресное направление средств в сети международных организаций, занимающихся оказанием помощи.